# Милорг
Милорг (на норвежки: Milorg – абревиатура от  militærorganisasjon) е тайна военна организация, част от Норвежката съпротива по време на Втората световна война в Норвегия. Нейните членове участват в съпротива, саботажи, разузнаване, снабдяване, различни рейдове, шпионаж, транспорт на стоки, внасяни от други страни, освобождаване на норвежки затворници и ескорт на граждани по море до неутрална Швеция.
Милорг е сформирана през май 1941 г. след нацистката окупация от април 1940 г., с цел организиране на различни групи, които желаят да участват в Съпротивата. В началото Милорг не е добре координирана с Управлението на специалните операции (Special Operations Executive, SOE) – британската организация за планиране и провеждане на съпротивителни движения в други страни. Милорг е присъединена към Норвежката отбрана през ноември 1941 година от формалното норвежко правителство, което се е преместило в изгнание в Лондон, но SOE все още действа независимо. Тази липса на съгласуваност причинява поредица от инциденти, създали язвителност вътре в самата Милорг. SOE променя своята политика в края на 1942 г. и оттогава усилията на двете организации са съвместни.
Страхувайки се най-вече от репресивни мерки, като трагедията при Телеваг, Милорг стои в сянка първоначално, но придобива по-офанзивен облик след като неин лидер става Йенс Кристиян Хауге.
До германската капитулация на 8 май 1945 г. от Милорг са обучени и предоставени 40 хиляди войника. Те играят важна роля в стабилизирането на страната в този решителен момент.